# Бойл, Гамильтон, 6-й граф Корк
Гамильтон Бойл, 6-й граф Корк и 6-й граф Оррери (англ. Hamilton Boyle, 6th Earl of Cork and 6th Earl of Orrery; 3 февраля 1729/1730 — 17 января 1764) — англо-ирландский пэр.

## Биография
Родился 3 февраля 1729/1730 года на Глассхаус-стрит, Вестминстер, Англия. Второй (младший) сын Джона Бойла, 5-го графа Корка и 5-го графа Оррери (1707—1762), и его первой жены, леди Генриетты Гамильтон (? — 1732). Он получил образование в Вестминстерской школе (Вестминстер, Лондон) и в колледже Крайст-черч Оксфордского университета, в который поступил в июне 1748 года. В мае 1755 году он получил степень бакалавра гражданского права Оксфордского университета.
Гамильтон Бойл заседал в Ирландской палате общин от Шарлевиля в 1759—1760 годах и в Палате общин Великобритании от Уорика в 1761—1762 годах.
23 ноября 1762 года после смерти своего отца Гамильтон Бойл унаследовал титулы 6-го графа Корка (Пэрство Ирландии), 3-го барона Бойла из Марстона в графстве Сомерсет (Пэрство Великобритании), 6-го барона Бэндон-Бридж в графстве Корк (Пэрство Ирландии), 7-го виконта Дангарвана в графстве Уотерфорд (Пэрство Ирландии), 6-го виконта Бойла из Киналмики в графстве Корк (Пэрство Ирландии), 6-го лорда Бойла (Пэрство Ирландии), 6-го графа Оррери (Пэрство Ирландии) и 6-го лорда Бойла из графства Корк (Пэрство Ирландии).
Гамильтон Бойл скончался 17 января 1764 года Марстон-хаусе, Фрум, графство Сомерсет, Англия, в возрасте 33 лет. Он был похоронен в церкви Св. Иоанна, Фрум, Сомерсет, Англия. Он не был женат и не имел детей. Ему наследовал его младший сводный брат, Эдмунд Бойл, 7-й граф Корк (1742—1798).